# Tel Zahron
Tel Zahron (hebrejsky: תל זהרון) je pahorek o nadmořské výšce okolo - 100 metrů v severním Izraeli, na pomezí Charodského a Bejtše'anského údolí.
Leží nedaleko od severovýchodního úpatí pohoří Gilboa, cca 4 kilometry západně od města Bejt Še'an a necelý kilometr severně od vesnice Nir David. Má podobu nevýrazného návrší, které vystupuje z roviny Charodského údolí. Jižně od pahorku leží vesnice Nir David, jíž protéká vádí Nachal Amal, které tu tvoří přírodní a rekreační areál Gan ha-Šloša. Na severovýchodní straně probíhá hlavní vodní osa údolí - Nachal Charod. Okolí pahorku doplňují na východě četné umělé vodní nádrže. Na sever od Tel Zahron se rozkládá další pahorek Tel Zehara.